# Зак Авнер Григорович
Авнер Григорович Зак (20 серпня 1919, Бердянськ, Таврійська губернія, УНР — 11 липня 1974) — радянський кіносценарист і драматург.

## Біографія
Закінчив режисерський факультет ВДІКу (майстерня Сергія Ейзенштейна, 1944).
Дебютував з обробки сценарію Євгена Шварца «Першокласниця» для гуртків художньої самодіяльності. 
З 1950 писав виключно в співавторстві з Ісаєм Кузнецовим. У співавторстві створили ряд п'єс і кіносценаріїв, деякі з них стали помітними явищами в радянському театральному і кіномистецтві. Так, однією з найяскравіших вистав раннього театру «Современника» стала постановка Олегом Єфремовим їх п'єси «Два кольори» в 1959 році.
Похований на підмосковному Передєлкінському кладовищі.

## Сценарії
Всі сценарії, з першого фільму і до фільму «Зникла експедиція» включно, написані в співавторстві з Ісаєм Кузнецовим.
- 1959: Колискова
- 1963: Пропало літо
- 1966: Ранкові поїзди
- 1967: Врятуйте потопаючого
- 1968: Любити... (один з сюжетів)
- 1969: Мій тато — капітан
- 1971: Надбання республіки
- 1973: Москва — Кассіопея
- 1974: Підлітки у Всесвіті
- 1975: Зникла експедиція